# Theca (reliekhouder)

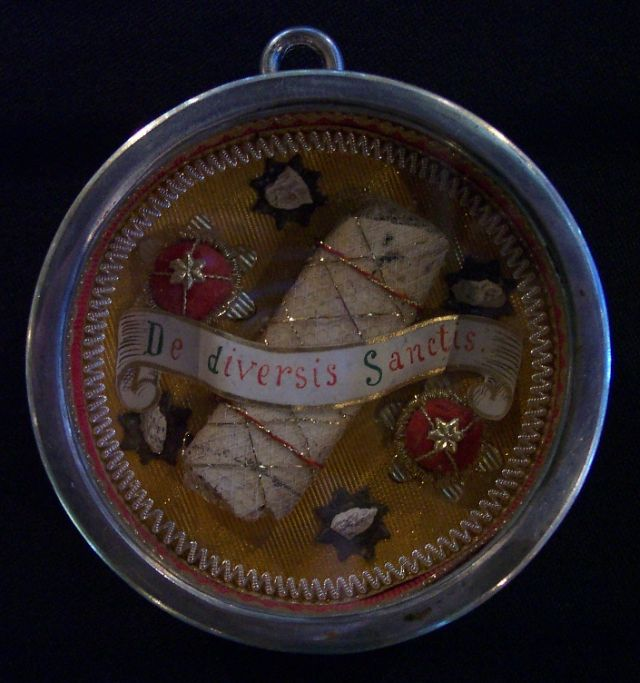
Voorbeeld van een theca

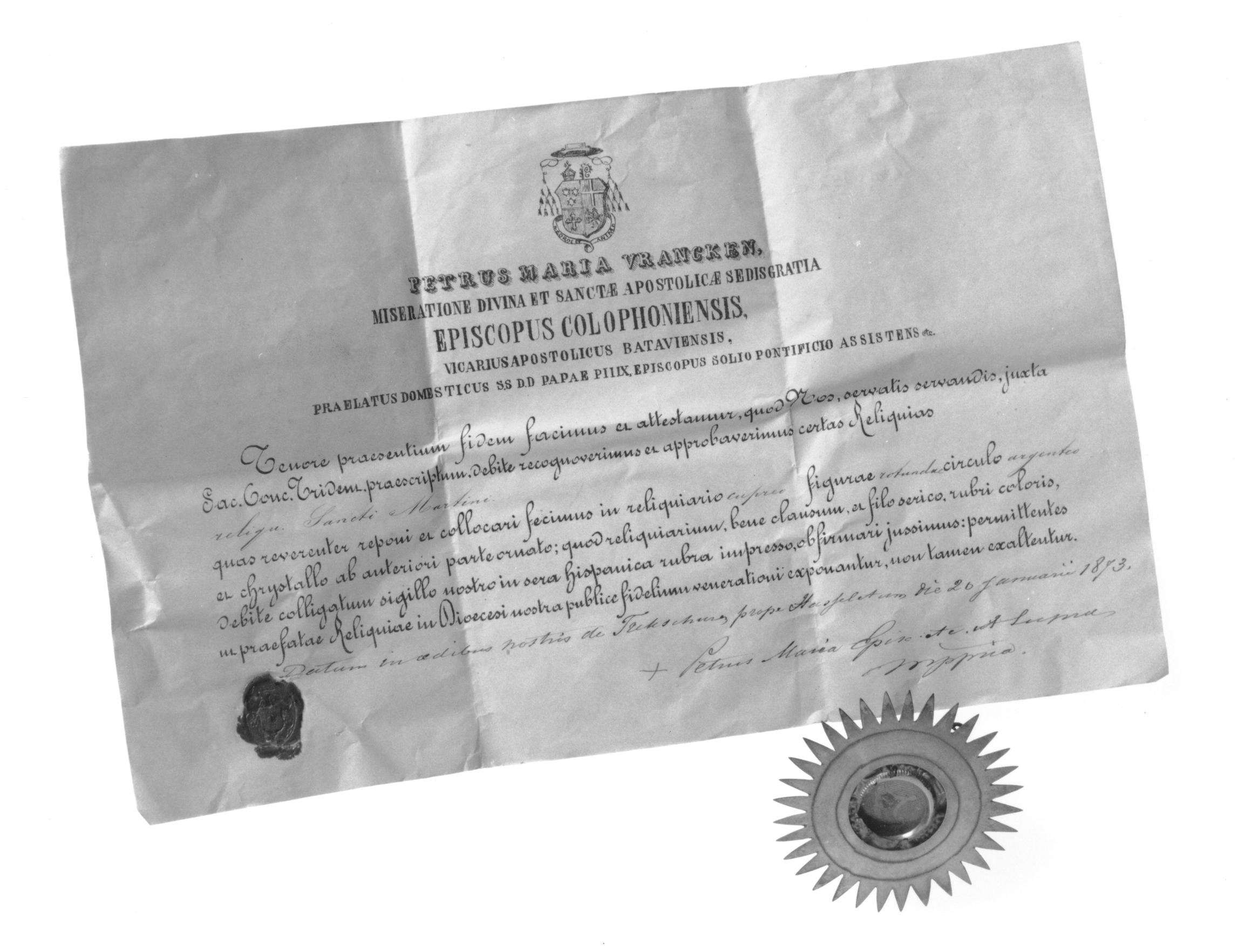
Theca met echtheidsverklaring

Een theca is een soort reliekhouder. Het is een klein rond metalen doosje met een glaasje aan de voorzijde, waar kleinere relieken van een heilige in bewaard worden.
Iedere theca dient voorzien te zijn van een echtheidsverklaring, cedula genoemd, een certificaat waarin staat wat voor reliek het is, ondertekend door een bisschop of abt van een klooster. 
In sommige plaatsen komen de gelovigen op de naamdag van de heilige na de mis naar voren om een theca met daarin een relikwie te kussen.